# Умершие в ноябре 1999 года
Это список известных людей, соответствующих установленным критериям значимости (см. Википедия:Критерии значимости персоналий), умерших в ноябре 1999 года.
Причина смерти указывается лишь в исключительных случаях (убийство, самоубийство, гибель в результате военных действий, смертная казнь, ДТП или несчастные случаи). В остальных случаях — не указывается.
- 1 ноября
  - Теодор Холл (74) — американский физик (занимался наукой в США и Англии), участник Манхэттенского проекта.
  - Тимофей Фандеев (81) — советский чувашский музыкант: композитор, баянист, педагог.
- 2 ноября
  - Юрий Мейгеш (74) — украинский советский прозаик, педагог, общественный деятель.
- 3 ноября
  - Вилен Калюта (69) — советский, украинский и российский кинооператор.
- 4 ноября
  - Дейзи Бейтс (84) — борец за гражданские права в США, журналистка, автор и издатель.
  - Григорий Гурвич (42) — театральный деятель, режиссёр, телеведущий.
  - Гарольд Регистан (наст. фам. Эль-Регистан) (75) — советский и российский поэт, сын Габриэля Эль-Регистана.
  - Геннадий Шадрин (77) — Герой Советского Союза.
- 6 ноября
  - Савелий Носов (76) — Герой Советского Союза.
- 8 ноября
  - Илья Касьянов (38) — российский офицер, подполковник, начальник разведки 166-й гвардейской отдельной мотострелковой бригады, участник Первой и Второй чеченских войн, Герой Российской Федерации (1995); умер от ран, полученных в бою.
  - Юрий Малышев (58) — российский космонавт.
- 9 ноября
  - Александр Жовтис (76) — русский советский (казахстанский) писатель, литературовед, переводчик, педагог.
  - Георгий Тваури (79) — Герой Советского Союза.
- 10 ноября
  - Стасис Бачкис (93) — литовский дипломат.
  - Феликс Галимир (89) — американский скрипач и музыкальный педагог австрийского происхождения.
- 11 ноября
  - Александр Аржиловский (51) — советский российский актёр.
  - Мэри Кей Бергман (38) — американская актриса, озвучивавшая ряд ролей в кино и на телевидении; самоубийство.
  - Артур Калейс (92) — советский и латвийский актёр театра и кино.
  - Даниил Проэктор (82) — российский историк.
- 13 ноября
  - Фёдор Валиков (73) — советский актёр театра и кино.
  - Иван Князев (75) — Герой Советского Союза.
  - Владимир Соколов (63) — советский и российский кларнетист, профессор Московской Консерватории, народный артист РСФСР.
- 14 ноября
  - Аскер Евтых (84) — народный писатель Республики Адыгея.
  - Борис Першин (81) — Герой Советского Союза.
- 15 ноября
  - Геннадий Дагуров (89) — советский бурятский поэт.
- 16 ноября
  - Василий Быков (79) — Герой Советского Союза.
  - Алексей Миронов (75) — советский киноактёр, заслуженный артист РСФСР.
  - Анатолий Москаленко (65) — украинский писатель.
  - Даниел Натанс (71) — американский микробиолог, лауреат Нобелевской премии по физиологии и медицине (1978).
- 17 ноября
  - Георгий Артозеев (88) — Герой Советского Союза.
- 18 ноября
  - Евгений Белошейкин (33) — советский хоккеист, вратарь. Мастер спорта СССР международного класса.
  - Пол Боулз (88) — американский писатель и композитор.
  - Виктор Вольский (78) — Герой Советского Союза.
  - Иван Фролов (70) — советский философ.
- 19 ноября
  - Александр Либерман (87) — российский и американский художник и скульптор.
  - Ефим Пригожин (85) — лауреат Ленинской премии.
  - Гумер Миннибаев (76) — Герой Советского Союза.
- 20 ноября
  - Аминторе Фанфани (91) — итальянский политик, многократный Председатель Совета министров страны, один из лидеров ХДП.
  - Юрий Чесноков (47) — советский футболист. Мастер спорта международного класса.
- 22 ноября
  - Иван Балычев (75) — Герой Советского Союза.
  - Зоя Корвин-Круковская (96) — русская и шведская художница.
  - Борис Костелянец (86) — русский советский литературный критик, литературовед.
  - Ефим Эткинд — советский и российский филолог.
- 23 ноября
  - Лейла Бадирбейли (79) — народная артистка Азербайджанской ССР.
  - Владимир Григорьев — советский и российский писатель-фантаст.
  - Леа-Тути Лившиц (69) — эстонская художница.
- 24 ноября
  - Михаил Егоров (81) — передовик советской энергетики, старший мастер Сызранской ТЭЦ Куйбышевэнерго Министерства энергетики и электрификации СССР, Герой Социалистического Труда.
  - Геннадий Лебедев (77) — Герой Советского Союза.
  - Матео Максимов (82) — цыганский писатель.
  - Дмитрий Чаплыгин (81) — генерал-майор Советской армии.
- 25 ноября
  - Сергей Бадалян (52) — армянский партийный и государственный деятель, умер в результате инфаркта миокарда.
  - Владимир Орлов (69) — детский поэт и драматург.
- 26 ноября
  - Антонио Раксель (77) — мексиканский актёр.
  - Пауль Козлицек (62) — австрийский футболист, нападающий.
- 27 ноября
  - Константин Кузнецов (86) — Герой Советского Союза.
- 28 ноября
  - Денис Зуев (21) — Герой Российской Федерации.
  - Геннадий Шкурдь (59) — генерал-майор государственной безопасности.
- 29 ноября
  - Иван Меркушев — Герой Советского Союза.
  - Юдифь Слоним (90) — советский астроном.
- 30 ноября
  - Владимир Ященко (40) — советский легкоатлет.